# Rosita van Gijlswijk
Lia Rosita van Gijlswijk (Noordwijkerhout, 11 februari 1974) is een Nederlandse politica. Ze was vanaf de Tweede Kamerverkiezingen 2006 ruim een jaar lid van de Tweede Kamer der Staten-Generaal namens de Socialistische Partij. In januari 2008 verliet ze het parlement om penningmeester te worden binnen het partijbestuur van de SP.

## Levensloop
Sinds haar elfde woont Van Gijlswijk in Groningen. In 1995 werd ze actief voor de SP, aanvankelijk zonder lid te worden. Tot haar benoeming in de Tweede Kamer was ze voorzitter van de SP-fractie in de gemeenteraad van Groningen. Tevens is ze sinds 2001 lid van het landelijke partijbestuur en het dagelijks bestuur. Voor de SP trad ze in datzelfde jaar in dienst van het landelijke scholingsteam. In het bestuur was zij van 2003 tot 2005 verantwoordelijk voor de afdelingen, en daarna tot 2007 voor het scholingsteam.
Van Gijlswijk was in 2005 actief betrokken bij het referendum over de verbouwing van de Grote Markt in Groningen, in het kamp van de tegenstanders (het comité "Meer doen met 40 miljoen").
Van Gijlswijk was bij de Tweede Kamerverkiezingen 2002 en 2003 kandidaat namens de SP, maar werd destijds nog niet gekozen. Dankzij de grote winst van de SP bij de Tweede Kamerverkiezingen 2006 kwam Van Gijlswijk als 21e op de kandidatenlijst na die verkiezingen wel in de Kamer. Als lid van de Kiescommissie had zij de kandidatenlijst mede opgesteld. In december 2006 verliet ze de gemeenteraad van Groningen, waar ze tot dat moment fractievoorzitter was.
In het parlement was ze namens haar fractie woordvoerster op zorggebied. Nadat ze eind 2007 werd aangesteld als penningmeester van de landelijke organisatie van de SP verliet ze in januari 2008 de Tweede Kamer omdat ze vond dat ze beide voltijdse functies niet kon combineren. Ze werd opgevolgd door Farshad Bashir. In december 2008 keerde ze terug in de gemeenteraad van Groningen, als opvolger van Jasper Schaaf.
- Parlement.com: vhfp2rg4wyyk